# James Ellison
James Desmond Ellison (Lancaster, 19 september 1980) is een Engels motorcoureur. Tussen 2004 en 2006 en in 2012 reed Ellison in de MotoGP. Daarnaast kwam hij tussen 2008 en 2011 uit in het Brits superbike kampioenschap.